# Белокоровичи
Белокоро́вичи (укр. Білокоровичі) — село на Украине, расположено в Коростенском районе Житомирской области на реке Жерев.
Население по переписи 2001 года составляло 2520 человек, по данным 2017 года составляло 2178 человек. Почтовый индекс — 11055. Телефонный код — 04135. Занимает площадь 6,8 км².

## Местная власть
Село Белокоровичи — административный центр Белокоровицкой сельской общины.
Адрес местной власти: 11055, Житомирская область, Коростенский район, с. Белокоровичи, ул. Тараса Шевченко, 69-а.

## Известные жители и уроженцы
- Осипчук, Владимир Васильевич (1938—2010) — Герой Социалистического Труда.